# Where I'm Coming From
《Where I'm Coming From》은 스티비 원더의 1971년 음반이다. 이 음반은 1971년 4월 12일, 모타운 레코드에 의해 발매되었고 빌보드 200 차트는 62위에, 《빌보드》 알앤비 음반 차트는 7위에 정점을 찍었다. 9곡 모두 첫 번째 부인인 원더와 모타운의 싱어송라이터 시리타 라이트가 작사했다. 모타운 레코드와의 첫 계약으로 프로듀싱된 마지막 음반이었다. 라이브 음반을 포함해서 스티비 원더의 열다섯 번째 음반, 그리고 열세 번째 스튜디오 음반이다.

## 반응
| 전문가 평가              | 전문가 평가   |
| 평가 점수                | 평가 점수     |
| 출처                     | 점수          |
| ------------------------ | ------------- |
| AllMusic                 | [ 1 ]         |
| Christgau's Record Guide | B+            |
| PopMatters               | (favorable)   |
| Rolling Stone            | (unfavorable) |
| Rolling Stone            | [ 5 ]         |
| Virgin Encyclopedia      | [ 6 ]         |
| Yahoo! Music             | (favorable)   |

마빈 게이의 음반 《What's Going On》과 비슷한 시기에 발매되었으며, 이와 유사한 야망과 주제를 가지고 있다. 《롤링 스톤》에서 빈스 알레티의 현대적 평론에서 게이의 음반은 성공적인 것으로 보였으며, 원더의 음반은 "자아적이고 어수선한" 제작, "안 특별함"과 "겸손한" 가사, 전반적인 통합과 흐름의 결여로 인해 실패하는 것으로 보였다.

## 곡 목록
모든 곡들은 스티비 원더와 시리타 라이트에 의해 작사/작곡하였다.
| #  | 제목                            | 재생 시간 |
| -- | ------------------------------- | --------- |
| 1. | 〈Look Around〉                 | 2:45      |
| 2. | 〈Do Yourself a Favor〉         | 6:10      |
| 3. | 〈Think of Me as Your Soldier〉 | 3:37      |
| 4. | 〈Something Out of the Blue〉   | 2:59      |
| 5. | 〈If You Really Love Me〉       | 3:00      |

| #  | 제목                                    | 재생 시간 |
| -- | --------------------------------------- | --------- |
| 1. | 〈I Wanna Talk to You〉                 | 5:18      |
| 2. | 〈Take Up a Course in Happiness〉       | 3:11      |
| 3. | 〈Never Dreamed You'd Leave in Summer〉 | 2:53      |
| 4. | 〈Sunshine in Their Eyes〉              | 6:58      |